# 费埃 (卢瓦尔-谢尔省)
费埃（法語：Faye）是法国卢瓦尔-谢尔省的一个市镇，属于旺多姆区（Vendôme）塞洛梅县（Selommes）。该市镇总面积8.7平方公里，2009年时的人口为212人。

## 人口
费埃人口变化图示